# Palazzo Riva di Castel Goffredo (in città)
Palazzo Riva  (in città) è uno storico palazzo di Castel Goffredo, in provincia di Mantova ed è situato nella centrale Piazza Mazzini.

## Storia
Edificato probabilmente alla fine del Quattrocento, l'edificio faceva parte di un complesso di due costruzioni che sono appartenute alla nobile famiglia Riva di Castel Goffredo, proveniente in città nel 1590.

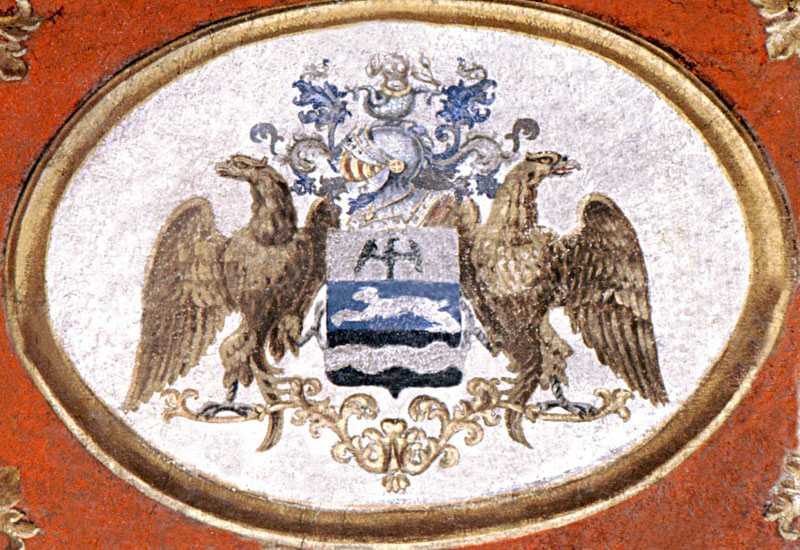
Stemma della famiglia Riva

Nelle sale del palazzo venne festeggiato, il 20 novembre 1834, l'esploratore castellano Giuseppe Acerbi dal suo rientro dall'Egitto.
In una di queste abitazioni Bartolomeo Riva accolse Vittorio Emanuele II, futuro re d'Italia nel maggio 1848.

## Descrizione
Il primo edificio conserva importanti caratteristiche come il loggiato al piano terreno con colonne di marmo e una loggia superiore, recentemente murata.
Al piano superiore è sito il “salone delle feste” affrescato alle pareti con camino in stucco sul quale spicca lo stemma della famiglia Riva.

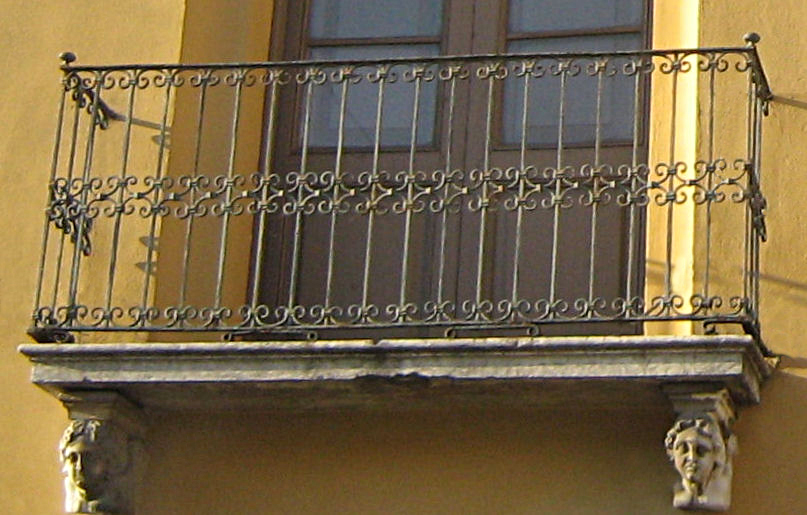
Palazzo Riva, balcone con sfingi

Il secondo edificio, contiguo al primo,  presenta sulla facciata un balcone in marmo sorretto da due sfingi. Da un portale in marmo del Seicento si accede allo scalone in marmo che porta al piano superiore ove è presente un salone centrale che si affaccia sulla piazza. Sotto il palazzo scorre un tratto dei portici quattrocenteschi.

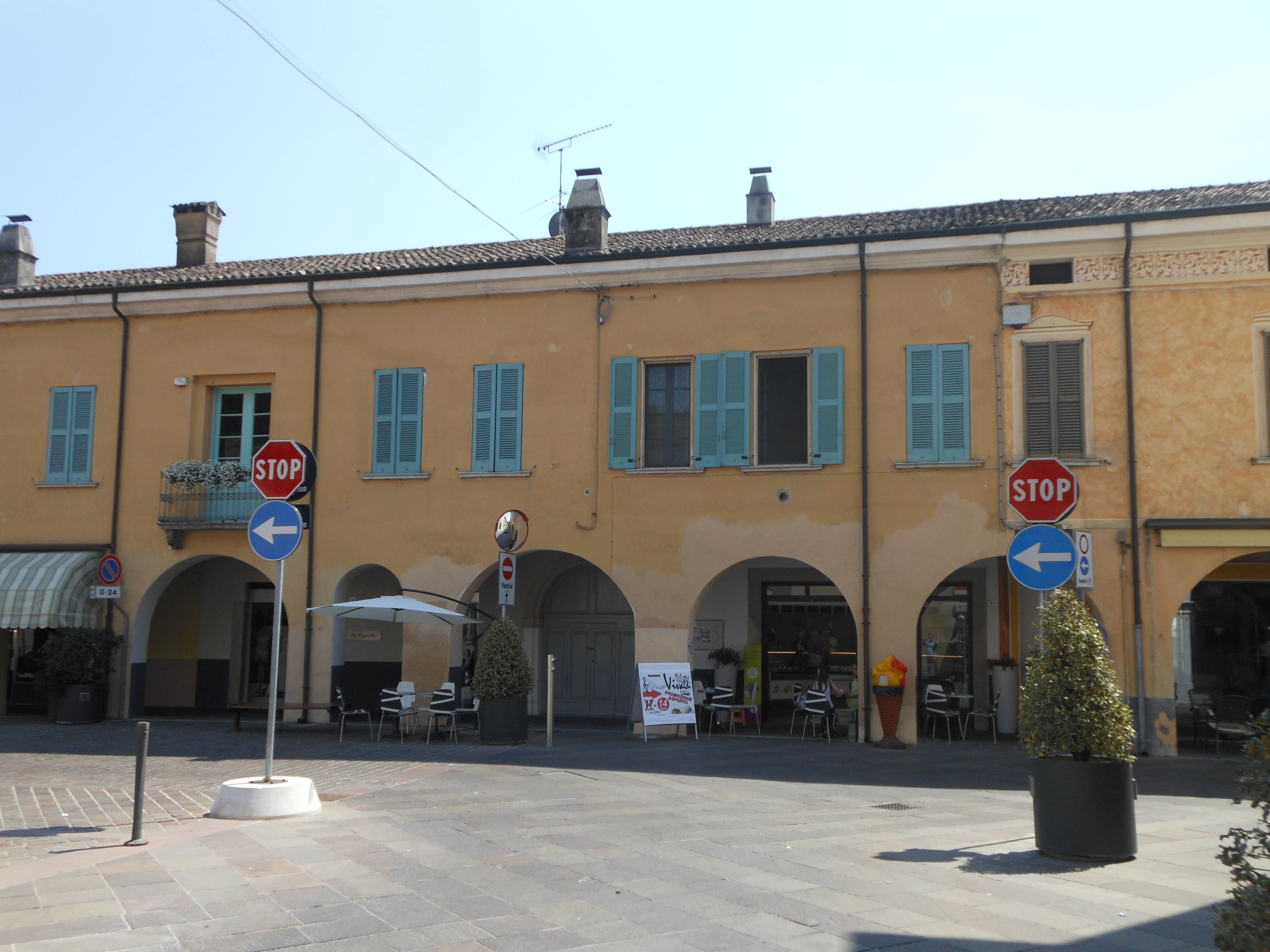
Palazzo Riva in città